# 无量山山矾
无量山山矾（学名：Symplocos wuliangshanensis）为山矾科山矾属下的一个种。其种加词“wuliangshanensis”意为云南省普洱市景东彝族自治县“无量山的”。
现接受名为 铜绿山矾（Symplocos stellaris var. aenea (Hand.-Mazz.) Noot.)。